# Station Omijingumae
Station Ōmijingūmae (近江神宮前駅, Ōmijingūmae-eki) is een spoorwegstation in de Japanse stad Ōtsu. Het wordt aangedaan door de Ishiyama-Sakamoto-lijn. Het station heeft twee sporen gelegen aan twee zijperrons en is vernoemd naar het nabijgelegen schrijncomplex. 

## Treindienst

### Keihan
| 1 | ■ Ishiyama-Sakamoto-lijn | richting Sakamoto                              |
| 2 | ■ Ishiyama-Sakamoto-lijn | richting Hamaōtsu, Keihan Zeze en Ishiyamadera |

## Geschiedenis
Het station werd in 1927 onder de naam Nishigōri (錦織) geopend. In 1941 kreeg het station de huidige naam.

## Overig openbaar vervoer
Bussen van Keihan.

## Stationsomgeving
- Ōmi-schrijn
- Yanagasaki-park
- Nishigōri-opstelterrein

Ishiyamadera · Karahashimae · Keihan Ishiyama · Awazu · Kawaragahama · Nakanoshō · Zezehonmachi · Nishiki · Keihan Zeze · Ishiba · Shimanoseki · Hamaōtsu · Miidera · Bessho · Ōjiyama · Ōmijingūmae · Minami-Shiga · Shigasato · Anō · Matsunobamba · Sakamoto